# Thomas Spring Rice, 1. baron Monteagle
Thomas Spring Rice, 1. baron Monteagle (Thomas Spring Rice, 1st Baron Monteagle and Brandon; 8. února 1790, Limerick, Irsko – 7. února 1866, Limerick, Irsko) byl britský státník. Pocházel z Irska a irské problematice se dlouhodobě věnoval jako poslanec Dolní sněmovny. V letech 1835-1839 byl britským ministrem financí, v roce 1839 získal titul barona a přešel do Sněmovny lordů.

## Životopis

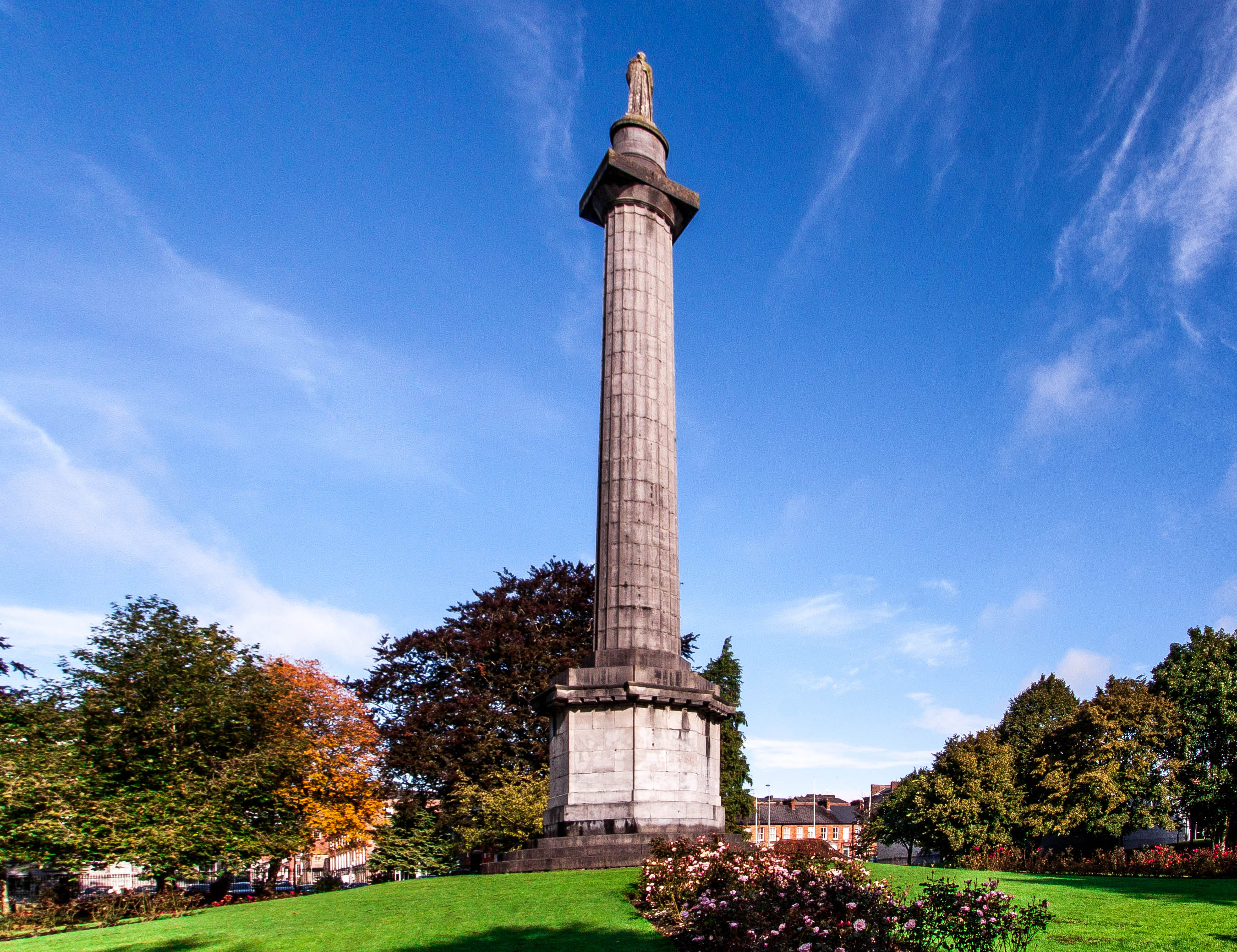
Pomník Thomase Springe Rice v Limericku

Pocházel z anglického rodu dlouhodobě usazeného v Irsku, byl synem bohatého velkostatkáře Stephena Rice, který vlastnil majetek v hrabství Munster. Studoval v Cambridge a poté působil jako právník, s podporou svého tchána hraběte z Limericku vstoupil do politiky, v letech 1820-1839 byl členem Dolní sněmovny za stranu whigů (za město Limerick neúspěšně kandidoval do parlamentu již v roce 1818). Brzy se zařadil k předním liberálním řečníkům a stal se uznávaným odborníkem na problematiku Irska a ekonomické záležitosti. Krátce byl státním podsekretářem vnitra (1827-1828), v Greyově vládě byl státním podtajemníkem na ministerstvu financí (1830-1834). Krátce před demisí Greyovy vlády byl v létě 1834 ministrem války a kolonií, od roku 1834 byl též členem britské a irské Tajné rady. V Melbournově vládě byl lordem kancléřem pokladu (ministr financí; 1835-1839), v této funkci se musel potýkat s řadou problémů a kritici mu vyčítali, že se příliš věnuje detailům, ale chybí mu schopnost širšího pohledu. Když v srpnu 1839 rezignoval, stal se terčem kritiků celé vlády. V letech 1835 a 1839 neúspěšně kandidoval na post předsedy Dolní sněmovny, nakonec byl v roce 1839 povýšen na barona a přešel do Sněmovny lordů. V Horní sněmovně se nadále zúčastňoval debat k finanční a irské politice. V době hladomoru v Irsku ve 40. letech 19. století investoval značné částky do rekultivace zemědělství, čímž se dostal do finančních problémů. Mimo politické funkce byl kurátorem Národní galerie (1835-1839), členem Královské společnosti (1841) a prezidentem Statistické společnosti (1845-1847). V rodném Limericku byl již za svého života velmi populární, byl mu zde postaven monumentální pomník.
S manželkou Theodosií Pery (1791-1839), dcerou 1. hraběte z Limericku, měl osm dětí, synové zastávali nižší úřady ve státní správě. Vnuk Cecil Spring Rice (1859-1918) byl velvyslancem v USA. Hlavním rodovým sídlem byl zámek Mount Trenchard House (hrabství Limerick) postavený v 18. století. Současným představitelem rodu je Charles James Spring Rice, 7. baron Monteagle (*1953).